# Rafał Matuszczak
Rafał Matuszczak (ur. 13 lipca 1994)  – polski lekkoatleta specjalizujący się w biegach długich.
W 2011 wraz z kolegami z reprezentacji sięgnął po srebrny medal mistrzostw świata w biegach górskich (indywidualnie zajął dziewiątą lokatę). Stawał na podium ogólnopolskiej olimpiady młodzieży (złoto w biegu na 3000 metrów w 2011) i Mistrzostw Polski Juniorów w Biegach Przełajowych (złoto w biegu na 8km w 2013).

## Osiągnięcia
| Rok  | Impreza                                   | Miejsce   | Konkurencja        | Pozycja     | Wynik |
| ---- | ----------------------------------------- | --------- | ------------------ | ----------- | ----- |
| 2011 | Mistrzostwa świata w biegach górskich     | Tirana    | bieg juniorów      | 9. miejsce  | 38:43 |
| 2011 | Mistrzostwa świata w biegach górskich     | Tirana    | juniorzy drużynowo | 2. miejsce  |       |
| 2013 | Mistrzostwa świata w biegach przełajowych | Bydgoszcz | bieg juniorów      | 73. miejsce | 24:05 |